# Christophe Mauri
Pour les articles homonymes, voir Mauri.
Œuvres principales
Série "Mathieu Hidalf"
Christophe Mauri, né en 1987 en région parisienne, est un écrivain français de romans pour la jeunesse.

## Biographie
Christophe Mauri envoie son premier manuscrit à Gallimard Jeunesse à l'âge de 13 ans,. Après plusieurs refus et encouragements, c'est à ses 22 ans que la maison d'édition publie Le premier défi de Mathieu Hidalf, début d'une série qui comptera finalement cinq volumes et un préquel.
Christophe Mauri est aussi l'auteur de la série La famille royale et de deux réécritures de contes classiques : Le Petit Poucet, c'est moi ! et Les Saisons de Peter Pan.

## CycleMathieu Hidalf
La série des aventures de "Mathieu Hidalf" raconte, en cinq tomes, l'histoire d'un petit génie insupportable, Mathieu Hidalf, qui partage la date d'anniversaire de son roi et s'ingénie à gâcher chaque année l'anniversaire royal.
Mathieu Hidalf grandit à chaque épisode et intégrera bientôt une école magique, L'École de l'Élite, dont il compte bien devenir une légende, mais si possible en n'en faisant qu'à sa tête. Il s'y retrouvera mêlé au conflit qui oppose le royaume à six ennemis redoutables, les frères Estaffes.

## Autres romans

### L'épée des morts
L'épée des morts est une série de Christophe Mauri, paru de 2004 à 2006, chez Belem Editions. Il s'agit d'une trilogie, s'apparentant au genre de la fantasy.

#### L'Épée des morts
- Date de publication : 2004
- Résumé : Premier tome de la série "L'épée des morts".

#### Les Yeux d'une elfe
- Date de publication : 2004
- Résumé : Deuxième tome de la série "L'Epée des morts".

#### La Trahison du cercle
- Date de publication : 2006
- Résumé : Troisième tome de la série "L'Epée des morts".

### La famille royale
La famille Royale est une série de plusieurs livres destiné à la jeunesse, publiés aux éditions Gallimard.

#### Mathieu Hidalf, le génie de la bêtise
- Date de publication : 11 janvier 2018
- Résumé : Mathieu Hidalf, à l'occasion de l'anniversaire du roi Abélard, lui envoie un chapeau orgueilleux. Ce livre est un dérivé du cycle Mathieu Hidalf.

#### Les saisons de Peter Pan
Cette œuvre est inspirée du mythe de Peter Pan.